# Aktív biztonság
Az aktív biztonság  a közúti közlekedésben a közlekedési eszközök azon biztonsági elemeit foglalja össze, amelyek csökkentik a veszélyes közlekedési helyzetek (megcsúszás, kerékkipörgés, kisodródás, sávelhagyás, ütközésveszély), illetve  az ebből fakadó közúti balesetek kialakulásának kockázatát.
Az aktív biztonság – szemben a passzív biztonsággal – követelményrendszert jelent a jármű mindazon szerkezeti elemeivel szemben, amelyek segítik a jármű irányítását, mozgékonyságát illetve stabilitását.

## Az aktív biztonságot közvetlenül szolgáló elemek
- futómű,
- kormányberendezés,
- fékrendszer szerkezete.

## Az aktív biztonságot közvetett módon szolgáló elemek
- vezetőülés kialakítása,
- sebességváltókar kialakítása,
- műszerfal kialakítása.[1]

## A legelterjedtebb aktív biztonsági elemek
- blokkolásgátló berendezés (ABS)
- kipörgésgátló (ASR)
- elektronikus stabilizáló program (ESP)
- sávtartó asszisztens (SPA)
- követésitávolság-szabályozó (tempomat, ART)
- fékasszisztens (BAS)
- tartósfék-korlátozó (DBL)
- Adaptív távolságtartó automatika (ACC)
- Sávtartás (LKAS) és sávváltás támogatás (LDWS – Sávelhagyás-jelző rendszer)
- Szervokormány
- Hátsókerék-kormányzás
- Elektronikus differenciálzár (EDS)
- Tolatóradar, parkolóradar (APS)
- Előzésérzékelő / Holttérfigyelő rendszer (BLIS)
- Elektronikus fékerőelosztó (EBV)
- Vészfékasszisztens (EBA)
- Elalvás jelző (AA – Attention Assist)
- Harmadik féklámpa
- Ködfényszórók
- Visszagurulás-gátló rendszer (HSA)